# Afganisztán az olimpiai játékokon

1936-1972

1980

1996

Afganisztán eddigi olimpiai történelme alatt 13 nyári olimpiai játékokon vett részt, és egyetlen téli olimpián sem indult.
Afganisztán első alkalommal az 1936-os berlini olimpiai játékokon jelent meg, azóta is a legtöbb nyári sportünnepen jelen voltak képviselői.
Az ország a barcelonai játékokra nem, az atlantaira is csak két olimpikont küldött. A kisközépsúlyú ökölvívónak, Mohammad Jawid Amannak nem engedélyezték a versenyzést, mivel elkésett az előírt mérlegelésről és sorsolásról. 1999-ben Afganisztánt eltiltották a következő olimpiáktól az ország tálib szabálya miatt (a nők diszkriminációja). Az állam eltiltását 2002-ben feloldották, mert eltörölték a nőellenes szabályaikat, így öt sportolót küldhettek a 2004-es játékokra. Az öt olimpikon között két nő is volt, Robina Muqim Yaar és Friba Razayee.
A 2008-as játékokra Afganisztán négy főből álló küldöttséggel érkezett Pekingbe, köztük egy nővel, Mehboba Ahdyar. Ahdyar halálos fenyegetéseket is kapott, mert sikeresen kvalifikálta magát a játékokra.
Afganisztán első olimpiai érmét 2008-ban szerezte; az 58 kg-os súlycsoportban induló taekwondos, Rohullah Nikpai bronzérmet tudhat magáénak.
Az Afganisztáni Nemzeti Olimpiai Bizottság 1935-ben alakult meg, a NOB 1936-ban vette fel tagjai közé.

## Érmesek
| Érem  | Név             | Olimpia      | Sport     | Versenyszám |
| ----- | --------------- | ------------ | --------- | ----------- |
| Bronz | Rohullah Nikpai | 2008, Peking | Taekwondo | Férfi 58 kg |
| Bronz | Rohullah Nikpai | 2012, London | Taekwondo | Férfi 68 kg |

## Éremtáblázatok

### Érmek a nyári olimpiai játékokon
| Olimpia              | Arany          | Ezüst          | Bronz          | Összesen       |
| 1936, Berlin         | 0              | 0              | 0              | 0              |
| 1948, London         | 0              | 0              | 0              | 0              |
| 1952, Helsinki       | nem vett részt | nem vett részt | nem vett részt | nem vett részt |
| 1956, Melbourne      | 0              | 0              | 0              | 0              |
| 1960, Róma           | 0              | 0              | 0              | 0              |
| 1964, Tokió          | 0              | 0              | 0              | 0              |
| 1968, Mexikóváros    | 0              | 0              | 0              | 0              |
| 1972, München        | 0              | 0              | 0              | 0              |
| 1976, Montréal       | nem vett részt | nem vett részt | nem vett részt | nem vett részt |
| 1980, Moszkva        | 0              | 0              | 0              | 0              |
| 1984, Los Angeles    | nem vett részt | nem vett részt | nem vett részt | nem vett részt |
| 1988, Szöul          | 0              | 0              | 0              | 0              |
| 1992, Barcelona      | nem vett részt | nem vett részt | nem vett részt | nem vett részt |
| 1996, Atlanta        | 0              | 0              | 0              | 0              |
| 2000, Sydney         | nem vett részt | nem vett részt | nem vett részt | nem vett részt |
| 2004, Athén          | 0              | 0              | 0              | 0              |
| 2008, Peking         | 0              | 0              | 1              | 1              |
| 2012, London         | 0              | 0              | 1              | 1              |
| 2016, Rio de Janeiro | 0              | 0              | 0              | 0              |
| 2020, Tokió          | 0              | 0              | 0              | 0              |
| 2024, Párizs         | 0              | 0              | 0              | 0              |
| Összesen             | 0              | 0              | 2              | 2              |

## Érmek sportáganként

### Érmek a nyári olimpiai játékokon sportáganként
| Afganisztán érmei a nyári olimpiai játékokon sportáganként | Afganisztán érmei a nyári olimpiai játékokon sportáganként | Afganisztán érmei a nyári olimpiai játékokon sportáganként | Afganisztán érmei a nyári olimpiai játékokon sportáganként | Az olimpiai zászlaja |

| Sportág   | Arany | Ezüst | Bronz | Összesen |
| --------- | ----- | ----- | ----- | -------- |
| Taekwondo | 0     | 0     | 2     | 2        |
| Összesen  | 0     | 0     | 2     | 2        |